# Malemort
Malemort es una comuna nueva francesa situada en el departamento de Corrèze, de la región de Nueva Aquitania.

## Historia
Fue creada el 1 de enero de 2016, en aplicación de una resolución del prefecto de Corrèze de 4 de noviembre de 2015 con la unión de las comunas de Malemort-sur-Corrèze y Venarsal, pasando a estar el ayuntamiento en la antigua comuna de Malemort-sur-Corrèze.

## Demografía
| Gráfica de evolución demográfica de Malemort entre 1800 y 2013 |
|                                                                |

Los datos entre 1800 y 2013 son el resultado de sumar los parciales de las dos comunas que forman la nueva comuna de Malemort, cuyos datos se han cogido de 1800 a 1999, para las comunas de Malemort-sur-Corrèze y Venarsal de la página francesa EHESS/Cassini. Los demás datos se han cogido de la página del INSEE.

## Composición
| Comuna delegada      | Código INSEE | Población (2013) | Superficie (km²) | Densidad (hab./km²) |
| -------------------- | ------------ | ---------------- | ---------------- | ------------------- |
| Malemort-sur-Corrèze | 19123        | 7522             | 16.51            | 456                 |
| Venarsal             | 19282        | 514              | 3.14             | 164                 |